# „T” jelzésű buszok (Tatabánya)
1986 és 1989 között több „T” jelzésű autóbusz közlekedett Tatabányán a Vértes Volán üzemeltetésében. A járatok eseti jelleggel közlekedtek. A járatok az egyes végállomásokról – következő forduló hiányában – a Csaba utcai Volán telepre közlekedő buszok települő járatai voltak, melyek minden közbeeső megállóhelyen megálltak (ha volt le- és felszálló). A járatokra hagyományos menetjeggyel vagy bérlettel lehetett felszállni, nem kellett pótdíjat fizetni.

## Története
A járatokat az 1986-os „nagy menetrendi átszervezés” során alakították ki, az 1986. június 1-től 1989. május 27-ig a 2-es, 3-as, 5-ös és 9-es vonalak betétjárataként közlekedő járatok csak eseti jelleggel közlekedtek, menetrenden kívül jártak. Később a kihasználatlanság miatt szüntették meg őket.

## Útvonala
Az egyes járatok túlnyomórészt az alapjáratok útvonalán közlekedtek. A konkrét útvonalak a következők voltak (korabeli utcanevekkel):

### 2T
| Tatabánya-felső vasútállomás → VOLÁN telep                                                                                 | II. sz. Erőmű forduló → VOLÁN telep |
| --- | --- |
| Tatabánya-felső vasútállomás – Iskola utca – Cementgyári út – Aradi utca – Mátyás király út – Ady Endre utca – VOLÁN telep | II. sz. Erőmű forduló – Környei út – Dankó utca – Dózsa György út – Vasúti felüljáró – Népköztársaság útja – Március 15. utca – Táncsics Mihály utca – Csaba utca – VOLÁN telep |

### 3T
| Újváros autóbusz-állomás → VOLÁN telep                                                                                         | Bányaforgalmi iroda → VOLÁN telep                                                                                                   |
| --- | --- |
| Újváros autóbusz-állomás – Komáromi utca – Felszabadulás tér – Mártírok útja – Táncsics Mihály utca – Csaba utca – VOLÁN telep | Bányaforgalmi iroda – Fő út – Semmelweis utca – Tóth Bucsoki utca – Vértanúk tere – Táncsics Mihály utca – Csaba utca – VOLÁN telep |

### 5T
| Budai út forduló → VOLÁN telep |
| --- |
| Budai út forduló – Budai út – Templom utca – Beloiannisz utca – Szabadság tér – Baross Gábor utca – Gábor Áron utca – Tatai utca – Aradi utca – Mátyás király utca – VOLÁN telep |

### 9T
| Kertváros végállomás → VOLÁN telep |
| --- |
| Kertváros végállomás – Néphadsereg utca – Dankó Pista utca – Dózsa György út – Vasúti felüljáró – Népköztársaság útja – Március 15. utca – Táncsics Mihály utca – Csaba utca – VOLÁN telep |

## Megállóhelyei
A járatok a fenti útvonalak minden megállóját érintették, amennyiben voltak le- illetve felszállók. A konkrét megállók a következők voltak (korabeli elnevezésikkel):

### 2T
| Tatabánya-felső vasútállomás → VOLÁN telep | II. sz. Erőmű forduló → VOLÁN telep |
| --- | --- |
| - Tatabánya-felső vasútállomás - Mésztelep, ABC - Cementgyár - Bányagarázs - Generál telep - Tatabánya vasúti megállóhely - Mátyás király utca - VOLÁN telep | - II. Erőmű, forduló - II. Erőmű - Kertvárosi elágazás - Madách utca - II. sz. Kórház - Közművelődés Háza - Népköztársaság útja - V. sz. iskola - József Attila Művelődési Ház - VOLÁN telep |

### 3T
| Újváros autóbusz-állomás → VOLÁN telep | Bányaforgalmi iroda → VOLÁN telep                                                                        |
| --- | --- |
| - Újváros autóbusz-állomás - Hétvezér étterem - OFOTÉRT - Centrum Áruház - Mártírok útja - Ifjúmunkás út - József Attila Kultúrház - VOLÁN telep | - Bányaforgalmi iroda - Újtemető - Népház - Szénbányák Vállalat - Hármashíd - KIMÉV - AFIT - VOLÁN telep |

### 5T
| Budai út forduló → VOLÁN telep |
| --- |
| - Budai út forduló - Budai út - Templom utca - Munkásőrség - Szabadság tér - Bisztró - Bányaipari Kollégium - Tatai utca - Tatabánya vasúti megállóhely - Mátyás király utca - VOLÁN telep |

### 9T
| Kertváros végállomás → VOLÁN telep |
| --- |
| - Kertváros végállomás - Zalka Máté utca - Kertváros, iskola - Kertváros, 12. sz. ABC - Kertváros alsó - Kertvárosi elágazás - Madách utca - II. Kórház - Közművelődés háza - Népköztársaság útja - V. sz. iskola - József Attila Műv. Ház - VOLÁN telep |

## Külső hivatkozások
- A Vértes Volán Zrt. honlapja